# Левицький Іван (парох)
отець Іван Левицький — греко-католицький священник, громадський діяч. Парох села Корнич (нині Коломийського району, Івано-Франківська область). Посол до Галицького сейму 3-го скликання (1870–1876 років) від округу Коломия — Гвіздець — Печеніжин, обраний від IV курії, не входив до складу «Руського клубу», склав мандат 1872 року). Львівський часопис того часу «Слово» про нього: Русин от партии Лавровского, верующий в згоду по добровольным уступкам («Слово», 1870, № 59).